# 권오창 (1934년)
권오창(1934년 11월 20일 ~ )은 대한민국의 정치인이다. 제38·39대 예산군수를 역임했다.

## 역대 선거 결과
|  | 58.21% |

|  | 50.49% |